# Maryke Hendrikse
Marÿke Hendrikse (/məˈreɪkə ˈhɛndrɪks/ mə- RAY -driks HEN -kə; sinh ngày 23 Tháng 2 năm 1979) là một diễn viên lồng tiếng người Bahamas-Canada làm việc chủ yếu cho Phim trường Ocean ở Vancouver, British Columbia, Canada. Cô đã đóng một số vai trong anime, đáng chú ý nhất là Revy trong Black Lagoon và Lunamaria Hawke trong Gundam Seed Destiny. Cô cũng được biết đến với các vai diễn Susan Test trong Johnny Test, Gilda trong My Little Pony: Friendship Is Magic và Sonata Dusk trong My Little Pony: Equestria Girls - Rainbow Rocks.

## Lịch sử
Maryke được sinh ra ở Bahamas trước khi cô di cư đến Canada khi cô 2 tuổi rưỡi, định cư ở Toronto. Cô là người tốt nghiệp đầu tiên từ chương trình trung học thay thế Tương tác.
Năm 2008, cô đã nhận được giải thưởng Elan cho 'Giọng nữ hay nhất trong một phim hoạt hình hay sản xuất truyền hình' cho vai diễn trong Johnny Test.
Cô tốt nghiệp Đại học Douglas năm 2010 với bằng tốt nghiệp Chăm sóc trẻ em và thanh thiếu niên, có điểm trung bình 4,15 trong số 4,33 có thể giúp cô nhận được Huy chương Đồng của Toàn quyền.

## Vai diễn
Anime
- Gintama ° (TV) trong vai Momochi Rappa
- Powerpuff Girls Z (TV) dưới dạng Bong bóng / Arturo (Weevil)
- Project ARMS với tên Kei Kuruma
- Đầm đen như Revy
- Hikaru no Go (TV) trong vai chị gái của Mitani
- Inuyasha (TV) trong vai Tsukiyomi (Tập 139)
- Mobile Suit Gundam Seed Destiny (TV) với tên Lunamaria Hawke
- Mobile Suit Gundam 00 trong vai Wang Liu Mei
- Chiến binh MegaMan NT (TV) trong vai Anetta
- Transformers: Cybertron (TV) trong vai Thunderblast
- .hack // Rễ (TV) là Tabby
- Cô gái đã vượt qua thời gian như Sekimi ngay bây giờ

Non-anime
- 6teen với tư cách là nhà cung cấp xúc xích (1 tập)
- Beat Bugs khi Milli Pede
- Vũ trụ của Blaster với trong vai G.C.
- Braceface là Genesis
- Bratz trong vai Yasmin (phần 2)
- Class of the Titans as Echo (tập 1.25: The Last Word)
- Chuyến tàu khủng long trong vai Penelope the Protoceratops (1 tập)
- Dinotrux trong vai Zera the Dozeratops (1 tập)
- Enchantimals như Bree Bunny, Twist Bunny
- Trao đổi sinh viên Zero như cô Dunwall, thủ thư
- George Shrinks như Helga
- Johnny Test như Susan Test, Jillian Vegan, Mrs. Crabapple, cô gái mới
- Kate & Mim-Mim trong vai Kate và Boomer
- Lolirock là Debra
- Hiệp sĩ Lego Nexo trong vai Ava Prentis, Brickney Spears
- Lego Ninjago: Bậc thầy của Spinjitzu trong vai Chamille
- Cửa hàng thú cưng Littlest: Một thế giới của riêng chúng ta như Bree Lahuahua, Owl
- Maryoku Yummy - Ooka
- Moville Mysteries như Cúc vạn thọ, Hannah, Mirror, Betty Butterworth
- My Little Pony: Friendship Is Magic as Gilda (2 tập)
- Danh tính bí mật của tôi là Brooke (tập 2.23: Nhiều hơn đôi mắt)
- Chiến binh huyền thoại: Những người bảo vệ huyền thoại là cô gái làng thứ nhất (Phaeton: The Chariot of Fire)
- Pirate Express trong vai Shelly & Shelli, Andromeda
- Polly Pocket như Peaches Pocket, Melody, Bà Mense, Lindsey
- Giải cứu anh hùng như công chúa (1 tập)
- Sabrina: Bí mật của một phù thủy tuổi teen như Amy, Londa
- Slugterra là Dana por
- Superbook như Charlie, Ruth, Fortune Teller
- Supernoobs trong vai Amy Anderson, Hiệu trưởng trường ấm hơn, Thư ký Hedies, Cô Blooth, Nữ Hiker, Đội cổ vũ, Cô Bowman, Đại diện Blasteroid, Bà già, Mẹ của Tyler
- Gói Sushi như Hideki
- Tara Duncan trong vai Sandra Leylocke
- Hoàng tử bé trong vai Kimi (tập 42-44 "La planète des Bamalias" arc)
- Tutenstein trong vai Tutankhsetamun (phần 2)

Phim
- Barbie và chị em của cô trong A Puppy Chase (2016) là Linh
- Barbie và lâu đài kim cương (2008) là Melody
- Barbie: Câu chuyện cổ tích thời trang (2010) với vai Teresa, Incidental 1
- Barbie: Một Giáng sinh hoàn hảo (2011) với vai Christie Clauson, Ivy Elif
- Nhật ký Barbie (2006) với tên Reagen
- Barbie: Cá heo ma thuật (2017) với vai Marlo
- Barbie trong A Mermaid Tale (2010) với vai Hadley
- Barbie trong A Mermaid Tale 2 (2012) với vai Hadley
- Barbie: Mariposa và Công chúa cổ tích (2013) trong vai Công chúa Catania
- Bob's Broken Sleigh (2015) với tên Muffin
- Bratz Babyz Lưu Giáng sinh (2008) với vai Yasmin
- Bratz Babyz: Bộ phim (2006) với vai Yasmin
- Bratz: Sa mạc Jewelz (2012) với vai Yasmin
- Thời trang Bratz Pixiez (2007) trong vai Yasmin
- Bratz Girlz Real Rock (2008) trong vai Yasmin
- Bratz: Được nuông chiều Petz (2010) trong vai Yasmin
- Bratz Super Babyz (2007) trong vai Yasmin
- My Little Pony: A Very Pony Place (2007) với vai trò rực rỡ
- My Little Pony Crystal Princess: The Runaway Rainbow (2006) với vai Brights rực rỡ, Breezie A
- My Little Pony: Equestria Girls - Rainbow Rocks (2014) với vai Sonata Dusk
- Bữa tiệc xúc xích (2016) dưới dạng Popped Cherry mixer, Plum # 1, Loretta Bun, Frozen Fruitz [6]
- The Legend of Silk Boy làm Hướng dẫn viên du lịch Tammy

Trò chơi điện tử
- Dreamfall: The Longest Journey (2006) (vai Maryke Hendrickse) trong vai Lucia the Watilla / Sam Gilmore
- Bratz Girls Real Rock (2008) trong vai Yasmin
- Triều đại chiến binh: Gundam 2 (2009) với vai Lunamaria Hawke
- Triều đại chiến binh: Gundam 3 (2011) với vai Lunamaria Hawke